# Ilegalización

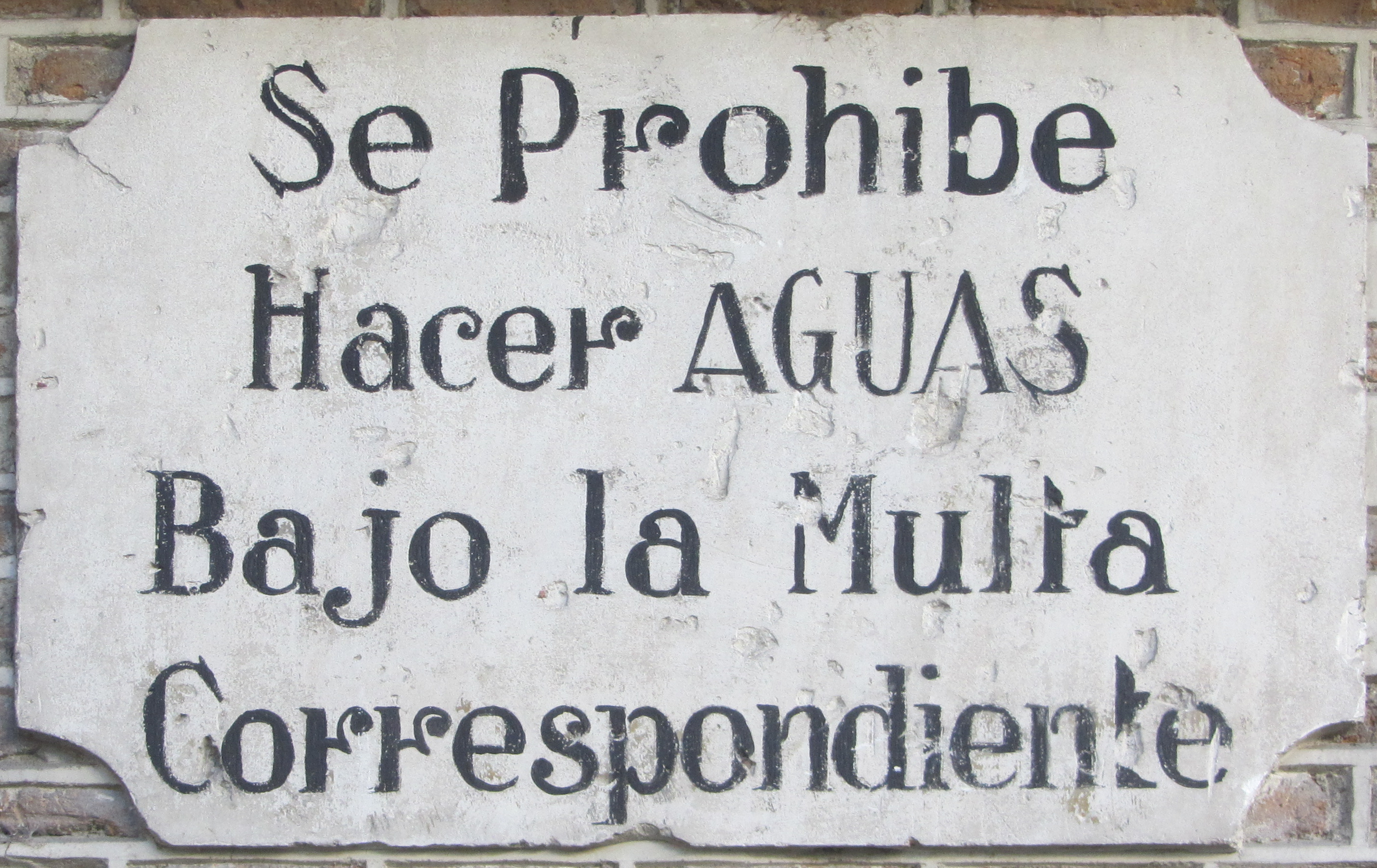
Prohibición de una conducta en público.

Se denomina ilegalización, en Derecho, al procedimiento mediante el cual una conducta pasa a estar prohibida por el ordenamiento jurídico, pasando a ser antijurídica y pudiendo estar penada por el Derecho penal o por el Derecho administrativo (en el caso de infracción administrativa).
Si bien normalmente la ilegalización se refiere a una conducta, que es lo que se somete al escrutinio del Derecho, en ocasiones se utiliza de forma más amplia para referirse a colectivos (ilegalización de sindicatos, partidos políticos o asociaciones). En esos casos, la utilización del término ilegalización para hacer referencia al colectivo no es del todo correcta técnicamente: o bien se ilegaliza la conducta asociativa concreta de los individuos (por ejemplo, prohibición de los sindicatos), o bien se pena a un colectivo por realización de una conducta ilícita.